# Championnats d'Angleterre de tennis de table
Les Championnats nationaux anglais de tennis de table sont organisés par l'Association anglaise de tennis de table. Les premiers championnats ont eu lieu en 1960. Desmond Douglas a remporté le plus de titres en simple avec 11, tandis que la femme leader est Jill Parker-Hammersley-Shirley avec sept titres en simple.

## Championnats seniors
| Année           | Simple messieurs | Simple dames          | Double messieurs               | Double dames                              | Double mixte                         | Ref   |
| --------------- | ---------------- | --------------------- | ------------------------------ | ----------------------------------------- | ------------------------------------ | ----- |
| 1959/60         | Bryan Merrett    | Diane Rowe            | Johnny Leach Michael Thornhill | Jill Mills-Rook Diane Rowe                | Johnny Leach Diane Rowe              |       |
| 1960/61         | Ian Harrison     | Diane Rowe            | Ian Harrison Bryan Merrett     | Elsie Carrington-Weaver Jean McCree       | Michael Maclaren Margaret Piper      |       |
| 1961/62         | Robert Stevens   | Diane Rowe            | Bobbie Raybould Robert Stevens | Jill Mills-Rook Diane Rowe                | Johnny Leach Diane Rowe              |       |
| 1962/63         | Chester Barnes   | Mary Wright-Shannon   | Bobbie Raybould Robert Stevens | Diane Rowe Mary Wright-Shannon            | Brian Wright Mary Wright-Shannon     |       |
| 1963/64         | Chester Barnes   | Diane Rowe            | David Creamer Johnny Leach     | Diane Rowe Mary Wright-Shannon            | Ian Harrison Diane Rowe              |       |
| 1964/65         | Chester Barnes   | Mary Wright-Shannon   | Chester Barnes Ian Harrison    | Diane Rowe Mary Wright-Shannon            | Chester Barnes Diane Rowe            |       |
| 1965/66         | Denis Neale      | Mary Wright-Shannon   | Chester Barnes Ian Harrison    | Karenza Mathews-Smith Mary Wright-Shannon | Brian Wright Mary Wright-Shannon     |       |
| 1966/67         | Ian Harrison     | Mary Wright-Shannon   | Chester Barnes Ian Harrison    | Karenza Mathews-Smith Mary Wright-Shannon | Stuart Gibbs Mary Wright-Shannon     |       |
| 1967/68         | Denis Neale      | Mary Wright-Shannon   | Chester Barnes Ian Harrison    | Jackie Billington Elsie Carrington-Weaver | Denis Neale Karenza Mathews-Smith    |       |
| 1968/69         | Denis Neale      | Judy Williams         | Alan Hydes Denis Neale         | Judy Heaps Pauline Piddock                | Denis Neale Karenza Mathews-Smith    |       |
| 1969/70         | Denis Neale      | Mary Wright-Shannon   | Alan Hydes Denis Neale         | Karenza Mathews-Smith Mary Wright-Shannon | Denis Neale Mary Wright-Shannon      |       |
| 1970/71         | Chester Barnes   | Karenza Mathews-Smith | Chester Barnes Trevor Taylor   | Karenza Mathews-Smith Jill Hammersley     | Chester Barnes Karenza Mathews-Smith |       |
| 1971/72         | Trevor Taylor    | Karenza Mathews-Smith | Alan Hydes Denis Neale         | Jill Hammersley Karenza Mathews-Smith     | Denis Neale Karenza Mathews-Smith    |       |
| 1972/73         | Trevor Taylor    | Jill Hammersley       | Denis Neale Trevor Taylor      | Linda Jarvis-Howard Karenza Mathews-Smith | Alan Hydes Linda Jarvis-Howard       |       |
| 1973/74         | Chester Barnes   | Jill Hammersley       | Alan Hydes Denis Neale         | Linda Jarvis-Howard Karenza Mathews-Smith | Denis Neale Karenza Mathews-Smith    |       |
| 1974/75         | Denis Neale      | Jill Hammersley       | Andy Barden Paul Day           | Carole Knight Karenza Mathews-Smith       | Nicky Jarvis Jill Hammersley         |       |
| 1975/76         | Desmond Douglas  | Jill Hammersley       | Desmond Douglas Denis Neale    | Jill Hammersley Linda Jarvis-Howard       | Desmond Douglas Linda Jarvis-Howard  |       |
| 1976/77         | Denis Neale      | Carole Knight         | Desmond Douglas Denis Neale    | Jill Hammersley Linda Jarvis-Howard       | Paul Day Melody Ludi                 |       |
| 1977/78         | Paul Day         | Jill Hammersley       | Andy Barden Paul Day           | Jill Hammersley Linda Jarvis-Howard       | Nigel Eckersley Karen Witt           |       |
| 1978/79         | Desmond Douglas  | Jill Hammersley       | Desmond Douglas Jimmy Walker   | Jill Hammersley Linda Jarvis-Howard       | Desmond Douglas Linda Jarvis-Howard  |       |
| 1979/80         | Desmond Douglas  | Carole Knight         | Paul Day Nicky Jarvis          | Carole Knight Anita Stevenson             | John Hilton Jill Hammersley          |       |
| 1980/81         | Desmond Douglas  | Jill Hammersley       | Desmond Douglas Paul Day       | Jill Hammersley Linda Jarvis-Howard       | Desmond Douglas Linda Jarvis-Howard  |       |
| 1981/82         | Desmond Douglas  | Carole Knight         | Desmond Douglas Paul Day       | Carole Knight Anita Stevenson             | Desmond Douglas Linda Jarvis-Howard  |       |
| 1982/83         | Desmond Douglas  | Karen Witt            | Desmond Douglas Paul Day       | Jill Hammersley Karen Witt                | Nigel Eckersley Joy Grundy           |       |
| 1983/84         | Desmond Douglas  | Alison Gordon         | Desmond Douglas Paul Day       | Alison Gordon Mandy Sainsbury             | Sky Andrew Carole Moore              |       |
| 1984/85         | Desmond Douglas  | Lisa Lomas-Bellinger  | Desmond Douglas Carl Prean     | Jackie Bellinger Lisa Lomas-Bellinger     | Graham Sandley Alison Gordon         |       |
| 1985/86         | Desmond Douglas  | Joy Grundy            | Desmond Douglas Carl Prean     | Jill Hammersley Joy Grundy                | Sky Andrew Fiona Elliot              |       |
| 1986/87         | Desmond Douglas  | Fiona Elliot          | Sky Andrew Nicky Mason         | Jackie Bellinger Lisa Lomas-Bellinger     | Sky Andrew Fiona Elliot              |       |
| 1987/88         | Alan Cooke       | Alison Gordon         | Sky Andrew Nicky Mason         | Fiona Elliot Lisa Lomas-Bellinger         | Sky Andrew Fiona Elliot              |       |
| 1988/89         | Alan Cooke       | Lisa Lomas-Bellinger  | Sky Andrew Nicky Mason         | Fiona Elliot Lisa Lomas-Bellinger         | John Holland Jackie Billington       |       |
| 1989/90         | Desmond Douglas  | Fiona Elliot          | Alan Cooke Desmond Douglas     | Fiona Elliot Lisa Lomas-Bellinger         | Sky Andrew Fiona Elliot              |       |
| 1990/91         | Carl Prean       | Andrea Holt           | Sky Andrew Nicky Mason         | Fiona Elliot Lisa Lomas-Bellinger         | Chen Xinhua Nicola Deaton            |       |
| 1991/92         | Chen Xinhua      | Alison Gordon         | Alan Cooke Desmond Douglas     | Fiona Elliot Lisa Lomas-Bellinger         | Sky Andrew Fiona Elliot              |       |
| 1992/93         | Carl Prean       | Andrea Holt           | Sky Andrew Nicky Mason         | Katy Goodall Andrea Holt                  | Sky Andrew Fiona Mommessin           |       |
| 1993/94         | Chen Xinhua      | Lisa Lomas-Bellinger  | Sky Andrew Nicky Mason         | Lisa Lomas-Bellinger Fiona Mommessin      | Sky Andrew Fiona Mommessin           |       |
| 1994/95         | Carl Prean       | Andrea Holt           | Alan Cooke Desmond Douglas     | Katy Goodall Andrea Holt                  | Damian Holland Linda Radford         |       |
| 1995/96         | Alan Cooke       | Alison Gordon         | Alan Cooke Desmond Douglas     | Alison Gordon Nicola Deaton               | Alan Cooke Nicola Deaton             |       |
| 1996/97         | Matthew Syed     | Nicola Deaton         | Alan Cooke Desmond Douglas     | Andrea Holt Kubrat Owolabi                | Alex Perry Andrea Holt               |       |
| 1997/98         | Matthew Syed     | Lisa Lomas-Bellinger  | Alan Cooke Desmond Douglas     | Andrea Holt Lisa Lomas-Bellinger          | Alan Cooke Nicola Deaton             |       |
| 1998/99         | Alex Perry       | Nicola Deaton         | Gareth Herbert Alex Perry      | Nicola Deaton Helen Lower                 | Alex Perry Nicola Deaton             |       |
| 1999/00         | Matthew Syed     | Nicola Deaton         | Gareth Herbert Alex Perry      | Nicola Deaton Helen Lower                 | Alex Perry Helen Lower               |       |
| 2000/01         | Matthew Syed     | Nicola Deaton         | Bradley Billington Alan Cooke  | Nicola Deaton Helen Lower                 | Alan Cooke Nicola Deaton             |       |
| 2001/02         | Andrew Baggaley  | Nicola Deaton         | Andrew Baggaley Gareth Herbert | Nicola Deaton Helen Lower                 | Alex Perry Helen Lower               |       |
| 2002/03         | Alan Cooke       | Andrea Holt           | Alex Perry Terry Young         | Nicola Deaton Kubrat Owolabi              | Alex Perry Helen Lower               |       |
| 2003/04         | Alan Cooke       | Andrea Holt           | Bradley Billington Alan Cooke  | Helen Lower Georgina Walker               | Alex Perry Helen Lower               |       |
| 2004/05         | Alan Cooke       | Helen Lower           | Alex Perry Terry Young         | Natalie Bawden Helen Lower                | Alex Perry Helen Lower               |       |
| 2005/06         | Alex Perry       | Helen Lower           | Alan Cooke Paul Drinkhall      | Helen Lower Georgina Walker               | Alex Perry Helen Lower               |       |
| 2006/07         | Paul Drinkhall   | Helen Lower           | Paul Drinkhall Darius Knight   | Natalie Bawden Helen Lower                | Darius Knight Kelly Sibley           |       |
| 2007/08         | Andrew Baggaley  | Kelly Sibley          | Paul Drinkhall Darius Knight   | Kelly Sibley Joanna Parker                | Paul Drinkhall Joanna Parker         |       |
| 2008/09         | Paul Drinkhall   | Joanna Parker         | Paul Drinkhall Darius Knight   | Emily Bates Mary Fuller                   | Paul Drinkhall Joanna Parker         |       |
| 2009/10         | Andrew Baggaley  | Joanna Parker         | Gavin Evans Liam Pitchford     | Joanna Parker Kelly Sibley                | Paul Drinkhall Joanna Parker         |       |
| 2010/11         | Paul Drinkhall   | Kelly Sibley          | Daniel Reed Chris Doran        | Joanna Parker Kelly Sibley                | Paul Drinkhall Joanna Parker         |       |
| 2011/12         | Paul Drinkhall   | Kelly Sibley          | Daniel Reed Darius Knight      | Joanna Parker Kelly Sibley                | Darius Knight Ajay Patel             |       |
| 2012/13         | Liam Pitchford   | Kelly Sibley          | Liam Pitchford Paul Drinkhall  | Joanna Parker Kelly Sibley                | Darius Knight Kelly Sibley           |       |
| 2013/14         | Liam Pitchford   | Joanna Parker         | Liam Pitchford Paul Drinkhall  | Joanna Parker Kelly Sibley                | Sam Walker Tin-Tin Ho                |       |
| 2014/15         | Liam Pitchford   | Kelly Sibley          | Liam Pitchford Paul Drinkhall  | Tin-Tin Ho Maria Tsaptsinos               | Sam Walker Tin-Tin Ho                |       |
| 2015/16         | Paul Drinkhall   | Tin-Tin Ho            | Liam Pitchford Paul Drinkhall  | Tin-Tin Ho Maria Tsaptsinos               | Sam Walker Tin-Tin Ho                |       |
| 2016/17         | Paul Drinkhall   | Tin-Tin Ho            | Liam Pitchford Paul Drinkhall  | Tin-Tin Ho Maria Tsaptsinos               | Paul Drinkhall Joanna Drinkhall      |       |
| 2017/18         | Liam Pitchford   | Tin-Tin Ho            | Paul Drinkhall David McBeath   | Kelly Sibley Maria Tsaptsinos             | Liam Pitchford Tin-Tin Ho            |       |
| 2018/19         | Liam Pitchford   | Maria Tsaptsinos      | Liam Pitchford Paul Drinkhall  | Tin-Tin Ho Maria Tsaptsinos               | Josh Bennett Tin-Tin Ho              |       |
| 2019/20         | Liam Pitchford   | Tin-Tin Ho            | Liam Pitchford Paul Drinkhall  | Denise Payet Emily Bolton                 | Sam Walker Tin-Tin Ho                |       |
| 2021/22         | Tom Jarvis (en)  | Maria Tsaptsinos      | Sam Walker Tom Jarvis (en)     | Tin-Tin Ho Maria Tsaptsinos               | Sam Walker Maria Tsaptsinos          |       |
| 2022/23         | Tom Jarvis (en)  | Tin-Tin Ho            | Liam Pitchford Paul Drinkhall  | Tin-Tin Ho Emily Bolton                   | Ismaila Akindiya Mollie Patterson    |       |
| 2023/24         | Paul Drinkhall   | Tin-Tin Ho            | Sam Walker Paul Drinkhall      | Tin-Tin Ho Emily Bolton                   | Sam Walker Tin-Tin Ho                | ,     |
| 2025 Nottingham | Liam Pitchford   | Tin-Tin Ho            | Sam Walker Paul Drinkhall      | Tianer YU Mari BALDWIN                    | Connor GREEN Anna GREEN              | [ 6 ] |

## Championnats jeunes
| Année   | Messieurs Under-21  | Dames Under-21     |
| ------- | ------------------- | ------------------ |
| 1997/98 | Darren Blake        | Shelly Ruocco      |
| 1998/99 | Ian Smith           | Shelly Ruocco      |
| 1999/00 | Andrew Baggaley     | Georgina Walker    |
| 2000/01 | Andrew Rushton      | Louise Durrant     |
| 2001/02 | Dale Barham         | Amber Theobalds    |
| 2002/03 | Dale Barham         | Georgina Walker    |
| 2003/04 | Andrew Rushton      | Natalie Bawden     |
| 2004/05 | Paul Drinkhall      | Georgina Walker    |
| 2005/06 | Darius Knight       | Joanna Parker      |
| 2006/07 | Darius Knight       | Kelly Sibley       |
| 2007/08 | Darius Knight       | Kelly Sibley       |
| 2008/09 | Paul Drinkhall      | Emma Vickers       |
| 2009/10 | Paul Drinkhall      | Emma Vickers       |
| 2010/11 | Liam Pitchford      | Hannah Hicks       |
| 2011/12 | Gavin Evans         | Emma Vickers       |
| 2012/13 | Sam Walker          | Tin-Tin Ho         |
| 2013/14 | Gavin Evans         | Maria Tsaptsinos   |
| 2014/15 | Sam Walker          | Tin-Tin Ho         |
| 2015/16 | Tom Jarvis          | Maria Tsaptsinos   |
| 2016/17 | Tom Jarvis          | Tin-Tin Ho         |
| 2017/18 | Helshan Weerasinghe | Tin-Tin Ho         |
| 2018/19 | Tom Jarvis          | Tin-Tin Ho         |
| 2019/20 | Luke Savill         | Denise Payet       |
| 2021/22 | Shayan Siraj        | Charlotte Bardsley |
| 2022/23 | Connor Green        | Jasmin Wong        |
| 2023/24 | Connor Green        | Tianer Yu          |

## Tableau d'honneur
| No. | Nom                            | Genre  | Simples | Doubles | Doubles Mixtes | Total |
| --- | ------------------------------ | ------ | ------- | ------- | -------------- | ----- |
| 1   | Desmond Douglas                | Male   | 11      | 15      | 4              | 30    |
| 2   | Paul Drinkhall                 | Male   | 7       | 14      | 5              | 26    |
| 3   | Tin-Tin Ho                     | Female | 7       | 7       | 7              | 20    |
| 4   | Alan Cooke                     | Male   | 6       | 9       | 3              | 18    |
| 4   | Denis Neale                    | Male   | 6       | 7       | 5              | 18    |
| 4   | Jill Parker-Hammersley-Shirley | Female | 7       | 9       | 2              | 18    |
| 7   | Helen Lower                    | Female | 3       | 8       | 6              | 17    |
| 8   | Liam Pitchford                 | Male   | 7       | 9       | 1              | 16    |
| 8   | Nicola Deaton                  | Female | 5       | 6       | 5              | 16    |
| 8   | Mary Wright-Shannon            | Female | 6       | 6       | 4              | 16    |
| 11  | Karenza Mathews-Smith          | Female | 2       | 8       | 5              | 15    |
| 11  | Kelly Sibley                   | Female | 5       | 7       | 3              | 15    |
| 11  | Fiona Elliot-Mommessin         | Female | 2       | 6       | 7              | 15    |
| 14  | Lisa Lomas-Bellinger           | Female | 5       | 9       | 0              | 14    |
| 14  | Joanna Parker                  | Female | 3       | 6       | 5              | 14    |
| 14  | Sky Andrew                     | Male   | 0       | 6       | 8              | 14    |
| 17  | Alex Perry                     | Male   | 1       | 4       | 8              | 13    |
| 18  | Chester Barnes                 | Male   | 5       | 5       | 2              | 12    |
| 18  | Linda Jarvis-Howard            | Female | 0       | 7       | 5              | 12    |
| 20  | Diane Rowe                     | Female | 4       | 4       | 3              | 11    |
| 21  | Andrea Holt                    | Female | 4       | 4       | 1              | 9     |
| 21  | Maria Tsaptsinos               | Female | 2       | 6       | 1              | 9     |
| 23  | Ian Harrison                   | Male   | 2       | 5       | 1              | 8     |
| 23  | Sam Walker                     | Male   | 0       | 2       | 6              | 8     |
| 25  | Darius Knight                  | Male   | 0       | 4       | 3              | 7     |
| 26  | Nicky Mason                    | Male   | 0       | 6       | 0              | 6     |
| 26  | Carole Knight                  | Female | 3       | 3       | 0              | 6     |
| 26  | Alison Gordon                  | Female | 3       | 2       | 1              | 6     |
| 29  | Alan Hydes                     | Male   | 0       | 4       | 1              | 5     |
| 29  | Carl Prean                     | Male   | 3       | 2       | 0              | 5     |
| 29  | Trevor Taylor                  | Male   | 2       | 3       | 0              | 5     |
| 32  | Johnny Leach                   | Male   | 0       | 2       | 2              | 4     |
| 32  | Matthew Syed                   | Male   | 4       | 0       | 0              | 4     |
| 32  | Andrew Baggaley                | Male   | 3       | 1       | 0              | 4     |
| 35  | Tom Jarvis                     | Male   | 2       | 1       | 0              | 3     |
| 35  | Robert Stevens                 | Male   | 1       | 2       | 0              | 3     |
| 35  | Karen Witt                     | Female | 1       | 1       | 1              | 3     |
| 35  | Gareth Herbert                 | Male   | 0       | 3       | 0              | 3     |
| 35  | Chen Xinhua                    | Male   | 2       | 0       | 1              | 3     |
| 40  | Bradley Billington             | Male   | 0       | 2       | 0              | 2     |
| 40  | Daniel Reed                    | Male   | 0       | 2       | 0              | 2     |
| 40  | Bryan Merrett                  | Male   | 1       | 1       | 0              | 2     |
| 40  | Joy Grundy                     | Female | 1       | 0       | 1              | 2     |
| 40  | Andy Barden                    | Male   | 0       | 2       | 0              | 2     |
| 40  | Anita Stevenson                | Female | 0       | 2       | 0              | 2     |
| 40  | Jackie Bellinger               | Female | 0       | 2       | 0              | 2     |
| 40  | Elsie Carrington-Weaver        | Female | 0       | 2       | 0              | 2     |
| 40  | Georgina Walker                | Female | 0       | 2       | 0              | 2     |
| 40  | Nicky Jarvis                   | Male   | 0       | 1       | 1              | 2     |
| 40  | Katy Goodall                   | Female | 0       | 2       | 0              | 2     |
| 40  | Kubrat Owolabi                 | Female | 0       | 2       | 0              | 2     |
| 40  | Natalie Bawden                 | Female | 0       | 2       | 0              | 2     |
| 40  | Bobbie Raybould                | Male   | 0       | 2       | 0              | 2     |
| 40  | Jackie Billington              | Female | 0       | 1       | 1              | 2     |
| 40  | Brian Wright                   | Male   | 0       | 0       | 2              | 2     |
| 40  | Nigel Eckersley                | Male   | 0       | 0       | 2              | 2     |
| 40  | Jill Mills-Rook                | Female | 0       | 2       | 0              | 2     |